# وودینویل (واشینگتن)
وودین ویل (به انگلیسی: Woodinville) شهری در شهرستان کینگ ایالت واشینگتن است که در سرشماری سال ۲۰۱۰ میلادی، ۱۰۹۳۸ نفر جمعیت داشته‌است.